# Téléphérique de Vila Nova de Gaia
 (janvier 2023).

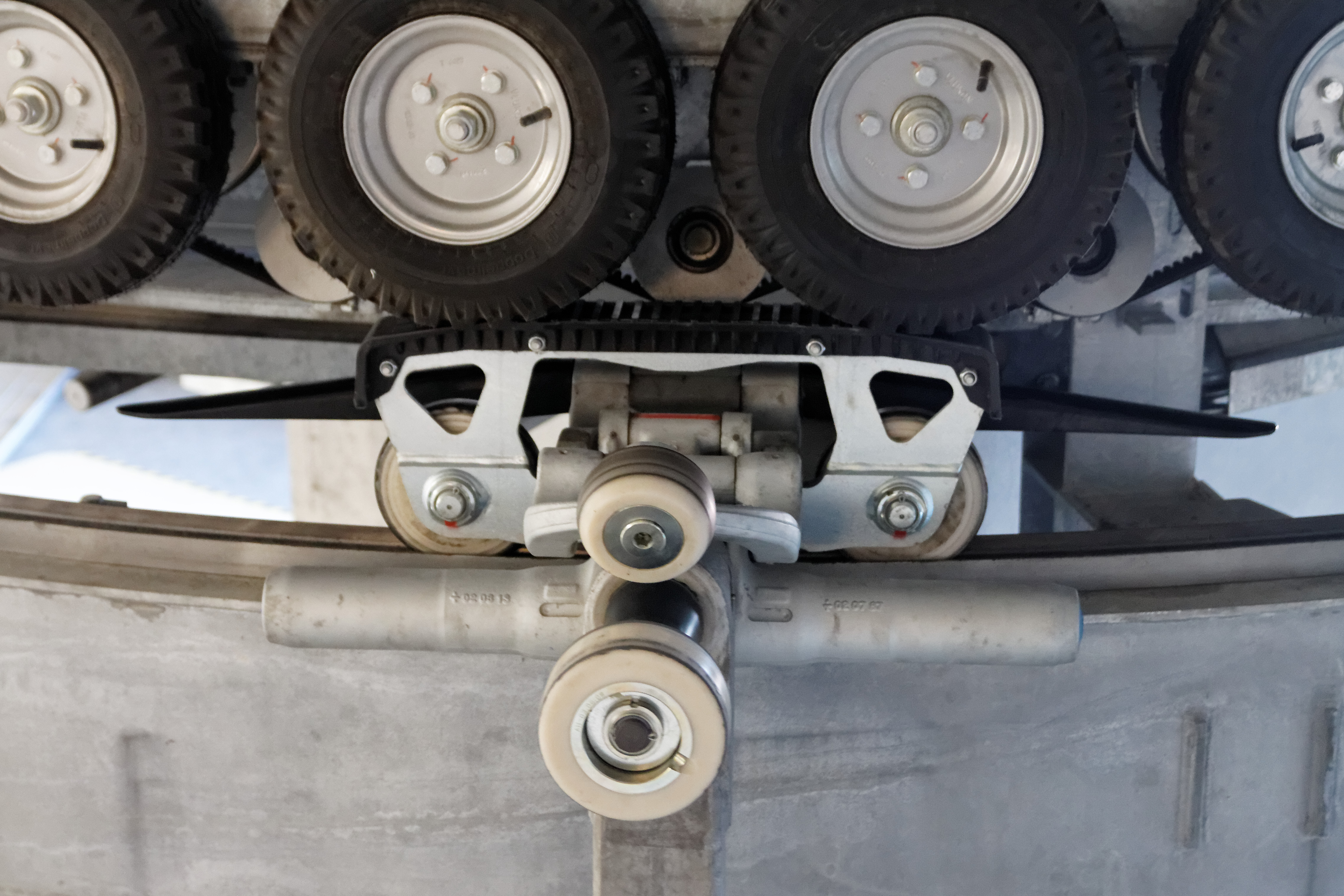
Aspect du mécanisme de traction (gare basse).

Le Teleférico de Gaia est un moyen de transport par câble situé à Vila Nova de Gaia, en face de Porto, au Portugal. Destiné à des fins touristiques, il a été inauguré le 1er avril 2011. Il relie Praça da Super Bock, à Cais de Gaia, à Jardim do Morro, à Avenida da República, à côté de la station Jardim do Morro du métro de Porto.

## Histoire
Les travaux ont débuté en mars 2009 ; il était initialement budgété à environ 10 millions d'euros , mais les coûts finaux ont été plus élevés. Après plusieurs délais annoncés et prolongés,, ce n'est qu'en janvier 2011 que les 12 cabines du téléphérique ont commencé à circuler pour des essais,. À Jardim do Morro, deux installations sont en cours de construction pour soutenir le téléphérique : un parking d'une capacité de 150 véhicules et un restaurant panoramique.

## Caractéristiques
- Distance : 562 m
- Altitude minimale : 0 m (Gare basse - À côté du marché municipal de Cais de Gaia)
- Altitude moyenne : 49,6 m
- Altitude maximale : 57,2 m (Gare Haute - A côté de Jardim do Morro sur Avenida da República)
- Temps de trajet : 5 min.
- Vitesse moyenne : 4 m/s
- Nombre de passagers par cabine : 8
- Nombre de cabines : 14
- Tarif : 9.00 € (aller-retour) et 6,00 € (aller simple)
- Horaires : 25 octobre au 23 mars : 10h à 18h ; 24 mars au 25 avril : 10h à 19h ; 26 avril au 24 septembre : 10h à 20h ; Du 25 septembre au 24 octobre : 10h à 19h. Fermeture le 25 décembre;